# Ulrich Roth (handebol)
Ulrich Roth (Heidelberg, 15 de fevereiro de 1962) é um ex-jogador de handebol profisional alemão. Ganhou medalha de prata nos Jogos Olímpicos de Verão de 1984.
Ulrich Roth fez seis partidas com 15 gols. Jogou ao lado de seu irmão Michael Roth